# Jean-Baptiste Romé de L'Isle

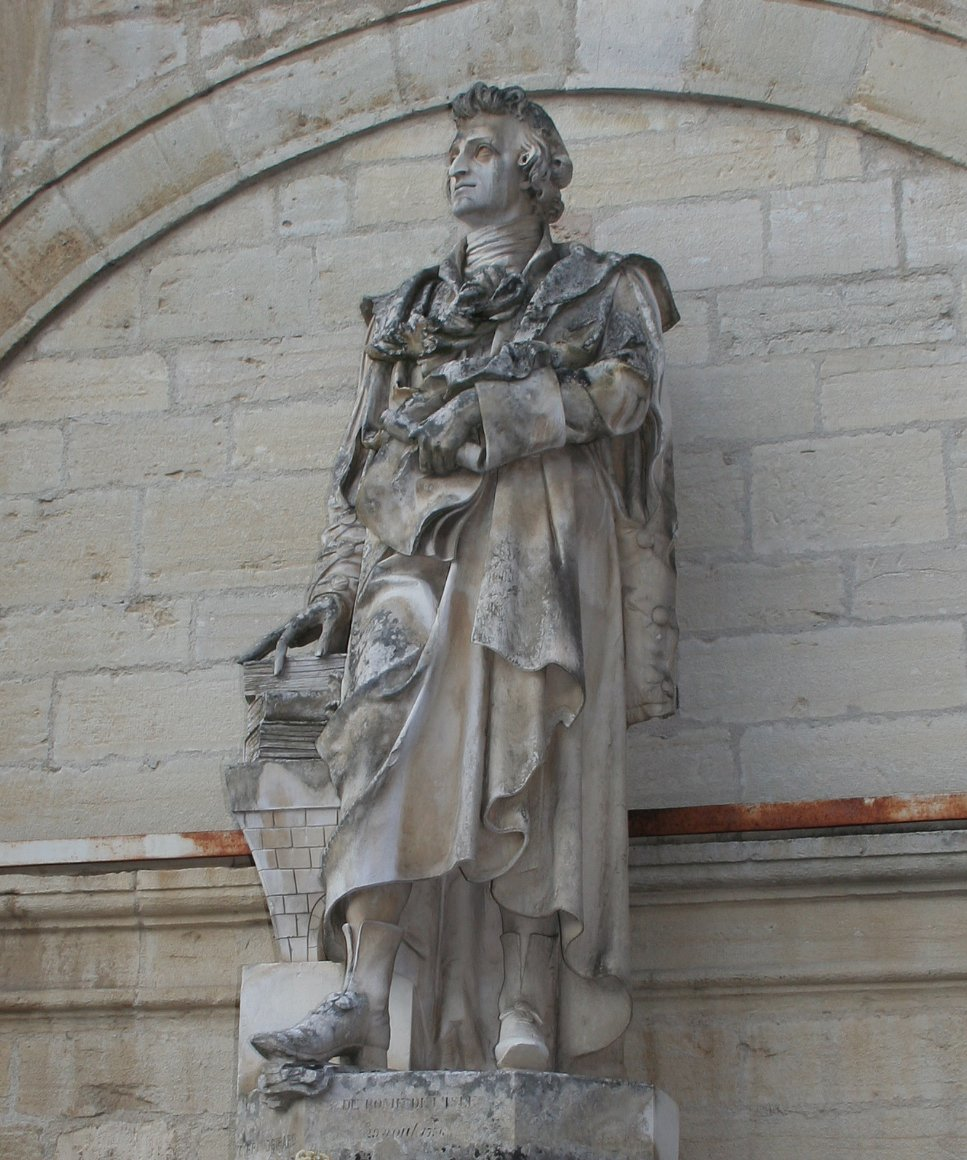
Statua di Romé de L'Isle - Fontana addossata alla parete del municipio di Gray costruito tra il 1857 e il 1860

Jean-Baptiste Louis Romé de L'Isle (Gray, 26 agosto 1736 – Parigi, 7 marzo 1790) è stato un mineralogista francese. È considerato uno dei fondatori della moderna cristallografia.

## Biografia
Jean-Baptiste partecipa in qualità di ufficiale alla guerra franco-indiana dove viene fatto prigioniero dai Britannici e rimpatriato nel 1764 dopo cinque anni di prigionia. Si interessa alla chimica sotto la guida di Balthazar Georges Sage, in seguito si sviluppa la sua passione per la mineralogia e compila i cataloghi di varie collezioni private. Seguendo le idee di Linneo, pensa che sia possibile classificare i cristalli in base alla loro forma esteriore, idea che, all'epoca, ha suscitato grande opposizione.
Nel suo Essai de Cristallographie del 1772 e poi in Cristallographie del 1783, utilizza le nozioni di "forma primitiva" e "troncamento". Le misure che chiede di realizzare ad Arnould Carangeot, ideatore di un goniometro che permette di misurare con precisione gli angoli diedri delle facce cristalline, lo conducono ad enunciare la sua legge della costanza dell'angolo diedro. La cristallografia dispone a questo punto di un parametro quantitativo, l'inclinazione tra le facce a partire dalla quale da una parte è possibile procedere con la classificazione e dall'altra parte le teorie sulla struttura permettono di sviluppare e di confrontare con la realtà.
Uno dei due collegi della sua città natale, Gray, porta il suo nome.

## Specie minerali descritte

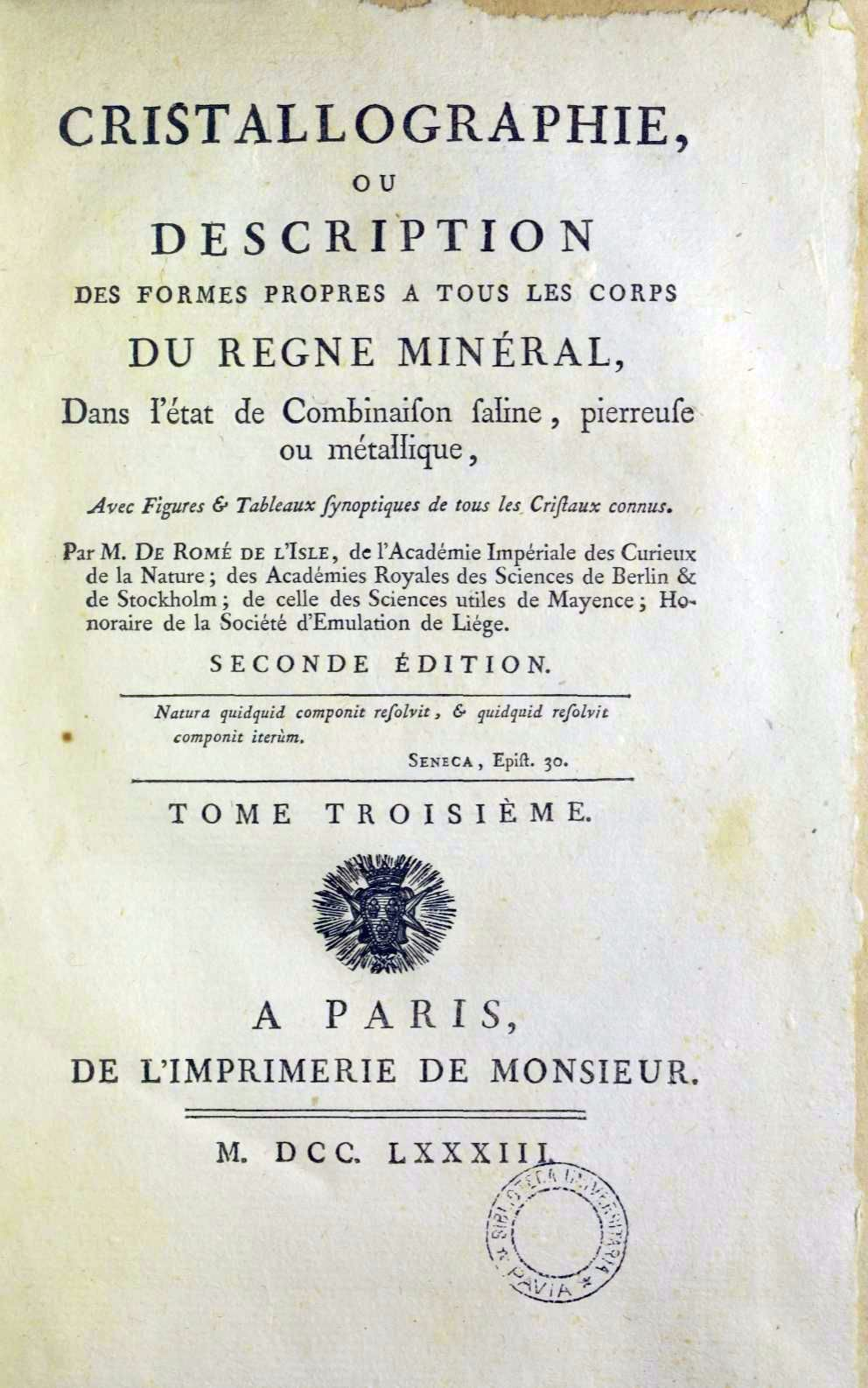
Cristallographie, 1783

- chrysolithe ordinaire (sinonimo di apatite)
- fleur de cobalt (sinonimo di eritrite)
- hyacinte du Vésuve (sinonimo di vesuvianite)
- mine d'antimoine grise (sinonimo di stibnite)
- mine d'antimoine sulfureuse (sinonimo di stibnite)
- mine de cobalt arsénicale (sinonimo di smaltite)
- mine de cuivre jaune (sinonimo de calcopirite)
- mine de cuivre vitreuse rouge (sinonimo di cuprite)
- mine d'étain colorée (sinonimo di cassiterite)
- mine de plomb blanche (sinonimo di cerussite)
- mine de plomb grise (sinonimo di galena)
- plomb jaune (sinonimo di wulfenite)
- pyrite cuivreuse (sinonimo de calcopirite)
- schorl bleu indigo (sinonimo di anatasio)
- spath calcaire (sinonimo di calcite)
- spath fusible (sinonimo di fluorite)
- spath pesant (sinonimo di baritina)

## Opere
- (FR) Cristallographie, vol. 3, Paris, Imprimerie de Monsieur, 1783.
- (FR) Cristallographie, vol. 4, Paris, Imprimerie de Monsieur, 1783.